# Геворкян, Артур Александрович
Арту́р Александрович Геворкя́н (туркм. Artur Aleksandrowiç Geworkýan; род. 22 ноября 1984, Ашхабад) — туркменский футболист армянского происхождения, выступавший на позиции полузащитника за клубы «Шагадам», «Есиль-Богатырь», «Ашхабад», «Шуртан», «Пахтакор», «Локомотив» (Ташкент), «Кызылкум», «Ахал» и «Персиб Бандунг», а также за сборную Туркменистана.

## Биография
Артур Геворкян родился 22 ноября 1984 года в столице Советской Туркмении Ашхабаде. Выпускник ашхабадской футбольной школы «Ниса». Первым тренером был Борис Григорьянц.
В 2004—2005 годах выступал за туркменский «Шагадам», играл в 17 матчах и забил 2 гола. В 2005 году перешёл в казахстанский «Есиль-Богатырь», за который выступал до 2006 года и за это время сыграл в 12 матчах и забил один гол.
В 2006 году вернулся в Туркменистан и начал выступать за столичный «Ашхабад». Играл за данный клуб до 2007 года и за это время сыграл 23 матча и забил 8 мячей. В 2007 году перешёл в узбекистанский «Шуртан». В том году дебютировал за национальную сборную Туркменистана. Выступал за «Шуртан» до 2010 года и за это время сыграл за данный клуб 95 матчей и забил 24 гола. В 2010—2011 годах выступал за ташкентский «Пахтакор», за которого сыграл 23 матча и забил 2 гола.
С 2011 года выступает за каршинский «Насаф». В том же году вместе с клубом выиграл серебряные медали чемпионата Узбекистана, вышел в финал Кубка Узбекистана, и стал обладателем Кубка АФК (азиатского аналога Лиги Европы УЕФА), и получил награду «Самый ценный игрок Кубка АФК». В 2013 году стал бронзовым призёром чемпионата Узбекистана, за сезон забил 18 голов, став вторым бомбардиром сезона, так же был признан лучшим легионером и самым ценным игроком чемпионата Узбекистана. 26 апреля 2014 оформил хет-трик в ворота «Машала» В 2014 году стал бронзовым призёром чемпионата Узбекистана и лучшим бомбардиром (18 голов). Являлся одним из ведущих игроков команды и капитаном клуба. В начале июля 2016 года было объявлено о переходе Геворкяна в ташкентский «Локомотив».
22 мая 2018 года, в матче чемпионата Узбекистана против столичного «Локомотива», забил свой 125-й гол в зарубежной карьере.
В марте 2019 года на правах свободного агента Геворкян перешёл в туркменский футбольный клуб «Ахал». Дебютировал за новую команду в перенесённом матче 1-го тура чемпионата Туркменистана по футболу-2019 против «Ашхабада». Вскоре по обоюдному согласию расторг контракт с клубом.
В апреле 2019 года Геворкян на правах свободного агента подписал однолетний контракт с клубом «Персиб Бандунг» из чемпионата Индонезии. В августе после девяти выступлений и трёх голов, Геворкян расторг контракт с индонезийской командой по обоюдному согласию.
После расторжения контракта интерес к Геворкян проявили несколько клубов чемпионата Туркменистана. Зимой 2020 года Геворкян присоединился к клубу «Ахал» на сборах в Турции. 7 марта 2020 года вышел на поле на 78-й минуте в первом официальном матче после возвращения в первом туре чемпионата Туркменистана. В сезоне 2020 вышел на поле 24 раза и забил 3 гола в чемпионате Туркменистана. Завоевал со своим клубом серебряные медали. По окончании сезона объявил о завершении карьеры профессионального футболиста.

## Карьера в сборной
Игрок сборной Туркменистана. В дебютном матче 28 октября 2007 года против Камбоджи забил два гола. В отборочном матче на чемпионат мира 2014 года против Индонезии, который проходил 23 июля 2011 года, отметился удалением с поля, после этого в не выступал за сборную в течение четырёх лет. В отборочном турнире на чемпионате мира 2018, сыграл пять матчей, в одном из которых отметился голом со штрафного в ворота сборной Омана.

## Достижения
командные:
- «Насаф»
  - Обладатель Кубка Узбекистана: 2015
  - Серебряный призёр чемпионата Узбекистана: 2011
  - Бронзовый призёр чемпионата Узбекистана: 2013, 2014, 2015
  - Финалист Кубка Узбекистана: 2011, 2012, 2013
  - Обладатель Суперкубка Узбекистана: 2016
  - Обладатель Кубка АФК: 2011
  - Серебряный призёр чемпионата Туркменистана: 2020

личные:
- - Обладатель приза «Самый ценный игрок Кубка АФК»: 2011
  - Самый ценный футболист чемпионата Узбекистана: 2013
  - Лучший бомбардир Высшей Лиги Узбекистана: 2014
  - Лучший легионер чемпионата Узбекистана: 2013, 2014
  - Член Клуба бомбардиров Олега Протасова — 135 голов[25].